# André Rapp
Pour les articles homonymes, voir Rapp.
André Louis Jean Ferdinand Rapp est un maître verrier né le 11 avril 1903 à Louviers et mort le 30 septembre 1979 à Toulouse principalement actif dans cette région.

## Biographie
Il a fait ses études à l'École nationale supérieure des arts décoratifs. À l'issue de ses études il ouvre un atelier à Menville.
Il est membre de la Société des Artistes méridionaux de 1933 à 1945 et y expose régulièrement ses vitraux au plomb.
En 1935 il concourt pour la chaire d'arts décoratifs à l'Ecole des beaux-arts de Toulouse.
À partir de 1942 il travaille à Toulouse au 17 rue d'Aboukir où il restera jusqu'à son décès en 1979.

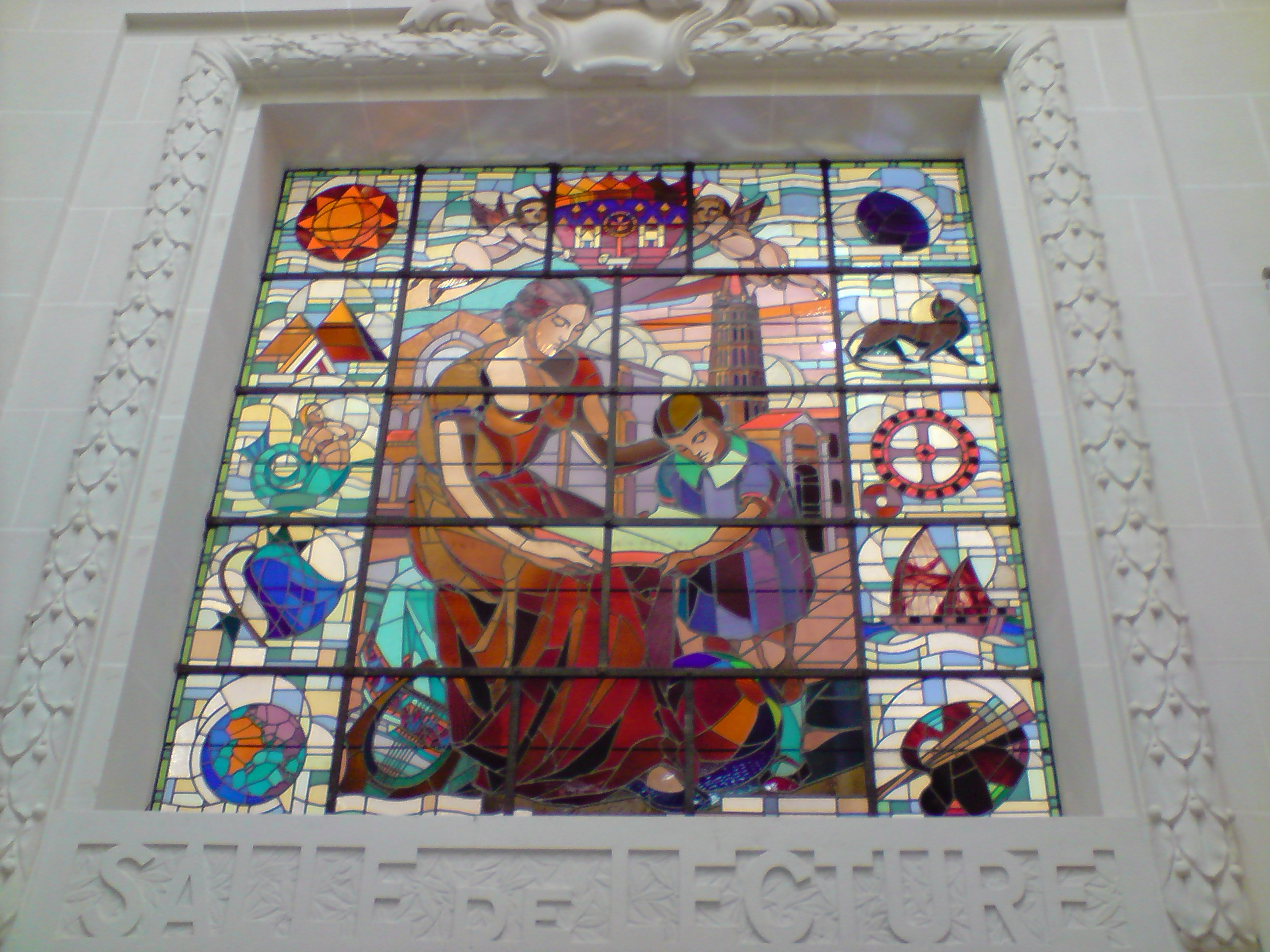
L'Education de l'enfance, Bibliothèque d'étude et du patrimoine de Toulouse, 1935

## Œuvres
En 1935 Jean Montariol, architecte de la ville de Toulouse, le préfère à Louis-Victor Gesta pour réaliser le vitrail de la nouvelle bibliothèque municipale.  Intitulée L'Éducation de l'enfance, cette œuvre a été réalisée à partir d'un carton d'Édouard Bouillière. Elle représente une mère tenant un livre et apprenant à son enfant avec la basilique Saint-Sernin en arrière-plan. La scène surmontée des armes de Toulouse, est encadrée de dix symboles des matières à étudier (arts, histoire, géographie, techniques, biologie, astronomie, mythologie, etc.).
En 1937, il expose au pavillon Pyrénées-Languedoc de l'Exposition Internationale des Arts et Techniques de Paris, un grand panneau la Chute de Padirac, œuvre mêlant styles Art déco et régionaliste et pour laquelle il obtient une médaille d'argent.
Il a réalisé des vitraux pour différentes églises :
- Église Saint-Orens-de-Villebourbon de Montauban
- Église Saint-François-Xavier de Toulouse
- Église Saint-François d'Assise de Toulouse
- Église de Revel
- Église de Landorthe
- Église Saint-Martin de Perpignan

Il a également répondu à des commandes de particuliers.